# 尧天坪镇
尧天坪镇，是中华人民共和国湖南省常德市鼎城区下辖的一个乡镇级行政单位。

## 行政区划
尧天坪镇下辖以下地区：
金峰社区、伍福桥社区、洪福寺村、金家冲村、白洋坪村、喜洋村、烟云山村、马头山村、双合桥村、长寿山村、尧天坪村、中太桥村、桂花村、下午冲村、金岗岭村和太平桥村。